# 아메리칸 항공의 운항 노선
2018년 6월 기준, 아래는 아메리칸 항공의 취항지 목록이다.

## 운항 노선

### 아시아

#### 동아시아
- 대한민국
  - 서울 - 인천국제공항[1]
- 중화인민공화국
  - 베이징 – 베이징 서우두 국제공항
  - 상하이 – 상하이 푸둥 국제공항
- 일본
  - 도쿄 - 하네다 국제공항
  - 도쿄 - 나리타 국제공항

#### 남아시아
- 인도
  - 델리 – 인디라 간디 국제공항

#### 서남아시아
- 이스라엘
  - 텔아비브 – 벤구리온 국제공항

### 유럽

#### 서유럽
- 영국
  - 런던 – 런던 히드로 국제공항
  - 글래스고 - 글래스고 공항 계절편
  - 맨체스터 – 멘체스터 공항
  - 에든버러 - 에든버러 공항 계절편
- 프랑스
  - 파리 – 파리 샤를 드 골 국제공항
- 독일
  - 뮌헨 – 뮌헨 국제공항
  - 프랑크푸르트 – 프랑크푸르트 국제공항
- 아일랜드
  - 더블린 – 더블린 국제공항
  - 섀넌 – 섀넌 공항 계절편

#### 중유럽
- 스위스
  - 제네바 – 제네바 국제공항
  - 취리히 - 취리히 국제공항

#### 남유럽
- 그리스
  - 아테네 – 아테네 국제공항 계절편
- 이탈리아
  - 로마 – 레오나르도 다 빈치 국제공항 계절편
  - 밀라노 – 밀라노 말펜사 국제공항
  - 베니스 – 베니스 마르코 폴로 국제공항 계절편
- 스페인
  - 마드리드 – 마드리드 바라하스 국제공항
  - 바르셀로나 – 바르셀로나 엘프라트 국제공항
- 포르투갈
  - 리스본 – 리스본 포르텔라 국제공항 계절편

#### 동유럽
- 체코
  - 프라하 – 프라하 바츨라프 하벨 국제공항 계절편
- 헝가리
  - 부다페스트 – 부다페스트 페리 헤지 국제공항 계절편

#### 북유럽
- 아이슬란드
  - 레이캬비크 – 케플라비크 국제공항 계절편

### 아메리카

#### 북아메리카
- 미국
  - 워싱턴 D.C.
    - 덜레스 – 워싱턴 덜레스 국제공항
    - 알링턴 – 로널드 레이건 워싱턴 내셔널 공항

  - 네바다
    - 라스베이거스 – 매케런 국제공항
    - 리노 – 리노 타호 국제공항

  - 네브래스카
    - 오마하 – 엠프리 필드

  - 노스캐롤라이나
    - 샬럿 – 샬럿 더글러스 국제공항
    - 롤리 – 롤리 더럼 공항

  - 뉴멕시코
    - 앨버커키 – 앨버커키 인터내셔널 썬포트

  - 뉴욕
    - 뉴욕
      - 존 F. 케네디 국제공항 허브
      - 라가디아 공항 포커스 시티

    - 버팔로 – 버팔로 나이라가라 국제공항
    - 올버니 – 올버니 국제공항

  - 뉴저지
    - 뉴어크 – 뉴어크 리버티 국제공항

  - 루이지애나
    - 뉴올리언스 – 루이 암스트롱 국제공항

  - 메릴랜드
    - 볼티모어 – 볼티모어 워싱턴 서굿 마셜 국제공항

  - 매사추세츠
    - 보스턴 – 보스턴 로건 국제공항

  - 미네소타
    - 미니애폴리스/세인트폴 – 미니애폴리스 세인트폴 국제공항

  - 미시간
    - 디트로이트 – 디트로이트 메트로폴리탄 웨인 카운티 국제공항

  - 미주리
    - 세인트 루이스 – 렘버트 세인트 루이스 국제공항
    - 캔자스 시티 – 캔자스 시티 국제공항*

  - 버지니아
    - 노퍽 - 노퍽 국제공항
    - 리치몬드 – 리치몬드 국제공항

  - 아칸소
    - 페이어트빌 – 노스웨스트 아칸소 리저널 공항

  - 앨라배마
    - 버밍엄 – 버밍엄 셔틀 스와트 국제공항
    - 헌츠빌 - 헌츠빌 국제공항

  - 애리조나
    - 투산 - 투산 국제공항
    - 피닉스 – 피닉스 스카이하버 국제공항

  - 알래스카
    - 앵커리지 – 테드 스티븐스 앵커리지 국제공항 계절편

  - 오리건
    - 포틀랜드 – 포틀랜드 국제공항

  - 오클라호마
    - 오클라호마 시티 – 윌 로건 월드 공항
    - 털사 – 털사 국제공항

  - 오하이오
    - 데이튼 – 제임스 미들 콕스 데이턴 국제공항
    - 콜럼버스 – 포트 콜럼버스 국제공항

  - 와이오밍
    - 잭슨 – 잭슨 홀리 공항 계절편

  - 워싱턴주
    - 시애틀/터코마 – 시애틀 터코마 국제공항

  - 유타
    - 솔트레이크시티 – 솔트레이크시티 국제공항

  - 인디애나
    - 인디애나폴리스 – 인디애나폴리스 국제공항

  - 일리노이
    - 시카고 – 시카고 오헤어 국제공항 허브

  - 조지아
    - 애틀랜타 – 하츠필드 잭슨 애틀랜타 국제공항

  - 캔자스
    - 위치타 – 미드 카운티 공항

  - 캘리포니아
    - 로스앤젤레스 – 로스앤젤레스 국제공항 허브
    - 버뱅크 – 밥 호프 공항
    - 산타아나/오랜지 카운티 - 존 웨인 공항
    - 새너제이 - 새너제이 국제공항
    - 새크라멘토 – 새크라멘토 국제공항
    - 샌디에이고 – 샌디에이고 국제공항
    - 샌프란시스코 – 샌프란시스코 국제공항
    - 온타리오 – 온타리오 국제공항
    - 팜스프링스 – 팜스프링스 국제공항 계절편
    - 프레스노 – 요세미티 국제공항

  - 켄터키
    - 루이빌 – 루이빌 국제공항

  - 코네티컷
    - 하트포트/스프링필드 – 브래들리 국제공항

  - 콜로라도
    - 거니슨 - 거니슨 크레스트 버드 리저널 공항 계절편
    - 덴버 – 덴버 국제공항
    - 몬트로즈/텔라이드 – 몬트로즈 리저널 공항 계절편
    - 베일 – 이글 카운티 공항 계절편
    - 콜로라도스프링스 - 콜로라도 스프링스 공항
    - 헤니든/스팀보드 스프링스 - 거니슨 크레스트 버트 리저널 공항

  - 테네시
    - 내쉬빌 – 내쉬빌 국제공항
    - 멤피스 – 멤피스 국제공항

  - 텍사스
    - 댈러스/포트워스 – 댈러스 포트워스 국제공항 허브
    - 맥알린 – 맥알린 미들 국제공항
    - 샌안토니오 – 샌안토니오 국제공항
    - 엘파소 – 엘파소 국제공항
    - 오스틴 – 오스틴 베그스트롬 국제공항
    - 휴스턴 – 조지 부시 인터콘티넨털 공항

  - 펜실베이니아
    - 피츠버그 – 피츠버그 국제공항
    - 필라델피아 – 필라델피아 국제공항

  - 플로리다
    - 마이애미 – 마이애미 국제공항 허브
    - 올랜도 – 올랜도 국제공항
    - 웨스트팜비치 – 팜비치 국제공항
    - 잭슨빌 – 잭슨빌 국제공항
    - 탬파 – 탬파 국제공항
    - 포트로더데일 – 포트로더데일 할리우드 국제공항
    - 포트마이어스 – 사우스 웨스트 플로리다 국제공항

  - 하와이
    - 호놀룰루 – 호놀룰루 국제공항
    - 리후에 – 리후에 공항
    - 우폴루 – 우폴루 공항
    - 코나 – 코나 국제공항
- 캐나다
  - 몬트리올 – 몬트리올 피에르 엘리오트 트뤼도 국제공항
  - 밴쿠버 – 밴쿠버 국제공항
  - 애드먼턴 – 애드먼턴 국제공항
  - 캘거리 – 캘거리 국제공항
  - 토론토 – 토론토 피어슨 국제공항
- 멕시코
  - 멕시코시티 - 멕시코시티 국제공항
  - 캉쿤 – 캉쿤 국제공항
  - 과달라하라 – 과달라하라 국제공항
  - 메리다 – 마누엘 크레스센시오 레혼 국제공항
  - 몬테레이 – 제너럴 몬테레이 에스코비도 국제공항
  - 산호세델카보 – 로스카보스 국제공항
  - 아카풀코 – 후안 아벨즈 국제공항 계절편
  - 이스타바 – 이스타바 지후아테네 국제공항
  - 지와타네호 – 익스타파 지와타네호 국제공항 계절편
  - 코스멜 – 코스멜 국제공항
  - 푸에르토바야르타 – 구스타보 디아스 오르다스 국제공항

#### 중앙아메리카
- 과테말라
  - 과테말라시티 - 라 오로라 국제공항
- 니카라과
  - 마나과 - 아우구스토 C. 산디노 국제공항
- 벨리즈
  - 벨리즈시티 - 필립 S. W. 골드슨 국제공항
- 엘살바도르
  - 산살바도르 - 쿠스 카틀란 국제공항
- 온두라스
  - 로엔텐 - 후안 마누엘 갈베스 국제공항
  - 산페드로술라 - 라몬 빌레다 모랄레스 국제공항
  - 테구시갈파 - 토콘틴 국제공항
- 코스타리카
  - 리베리아 - 다니엘 올드버 쿠토스 국제공항
  - 산호세 - 후안 산타 마리아 국제공항
- 파나마
  - 파나마시티 - 토쿠멘 국제공항

#### 남아메리카
- 아르헨티나
  - 부에노스아이레스 - 미니스토로 피스타리니 국제공항
- 에콰도르
  - 키토 - 마샬 수크레 국제공항
  - 과야킬 - 호아킨 데 올메도 국제공항
- 베네수엘라
  - 카라카스 - 시몬 볼리바르 국제공항
  - 마라카이보 - 라치니타 국제공항
- 볼리비아
  - 라파스 - 엘 알토 국제공항
  - 산타크루즈 - 비루비루 국제공항
- 브라질
  - 브라질리아 - 브라질리아 국제공항
  - 리우데자네이루 - 리우데자네이루 갈레앙 국제공항
  - 상파울루 - 상파울루 구아룰류스 국제공항
  - 벨루오리존치 - 벨루오리존치 국제공항
  - 상루이스 - 상루이스 국제공항
- 우루과이
  - 몬테비데오 - 카라스코 국제공항
- 칠레
  - 산티아고 - 코모도로 아르투로 메리노 베니테스 국제공항
- 콜롬비아
  - 보고타 - 엘도라도 국제공항
  - 메데인 - 호세 마리아 코르도바 국제공항
  - 카르타헤나 - 라파엘 누녜즈 국제공항
  - 칼리 - 아라곤 국제공항
- 페루
  - 리마 - 호르헤차베스 국제공항

#### 카리브해
- 그레나다
  - 세인트조지스 - 세인트 모리스 국제공항
- 네덜란드령 세인트마틴 섬
  - 신트마르턴 - 프린세스 줄리아나 국제공항
- 도미니카 공화국
  - 푸에르토플라타 - 그레고리오 루펠온 국제공항
  - 산토도밍고 - 라스 아메리카 국제공항
  - 라로마나 - 라로마나 국제공항
  - 샌디에이고 - 웨스트 리버티 국제공항
  - 푼타카나 - 푼타카나 국제공항
- 바베이도스
  - 브리지타운 - 그랜드 테리 아담스 국제공항
- 바하마
  - 나소 - 린든 핀들링 국제공항
  - 프리포트 - 그랜드 바하마 국제공항
- 보네르섬
  - 크랄렌데이크 - 플라밍고 국제공항 - (2018년 6월 9일 신규취항)
- 영국령 버진아일랜드
  - 세인트 토마스 - 시릴 E. 킹 공항
  - 세인트 크로 - 헨리 E. 로이슨 공항
- 아루바
  - 오라녜스타트 - 퀸 비어트릭스 국제공항
- 아이티
  - 포르토프랭스 - 투생 루베르튀르 국제공항
- 앤티가 바부다
  - 세인트존스 - VC 버드 국제공항
- 자메이카
  - 킹스턴 - 노먼 맨리 국제공항
  - 몬테고베이 - 상스터 국제공항
- 케이맨 제도
  - 그랜드 케이먼 - 오웬 로버츠 국제공항
- 쿠바
  - 하바나 - 호세 마르티 국제공항
- 퀴라소
  - 퀴라소 - 하토 국제공항
- 터크스 케이커스 제도
  - 프로비던셜스 - 프로비던셜스 국제공항
- 푸에르토리코
  - 산후안 - 루이스 무노즈 마린 국제공항 허브

### 오세아니아
- 오스트레일리아
  - 시드니 - 시드니 킹스포드 스미스 국제공항
- 뉴질랜드
  - 오클랜드 - 오클랜드 국제공항

## 단항 노선

### 아시아

#### 동아시아
- 일본
  - 나고야 - 주부 센토레아 국제공항
  - 오사카 - 오사카 간사이 국제공항
- 중화민국
  - 타이베이 - 타이완 타오위안 국제공항

#### 동남아시아
- 필리핀
  - 마닐라 - 니노이 아키노 국제공항

#### 남아시아
- 인도
  - 델리 - 인디라 간디 국제공항

#### 서남아시아
- 이스라엘
  - 텔아비브 - 벤구리온 국제공항

### 유럽

#### 서유럽
- 영국
  - 런던 - 런던 개트윅 국제공항
  - 런던 - 런던 스탠스테드 국제공항
  - 버밍엄 - 버밍엄 공항
- 프랑스
  - 파리 - 파리 오를리 공항
  - 리옹 - 생텍쥐페리 국제공항
- 독일
  - 베를린 - 베를린 테겔 국제공항
  - 뒤셀도르프 - 뒤셀도르프 국제공항
  - 슈투트가르트 - 슈투트가르트 공항
  - 함부르크 - 함부르크 공항
- 벨기에
  - 브뤼셀 - 브뤼셀 국제공항

#### 동유럽
- 러시아
  - 모스크바 - 세례메티예보 국제공항

#### 북유럽
- 스웨덴
  - 스톡홀름 - 스톡홀름 알란다 국제공항
- 핀란드
  - 헬싱키 - 헬싱키 반타 국제공항

### 아메리카

#### 북아메리카
- 미국
  - 네이플스 - 네이플스 육군 비행장
  - 댈러스 - 댈러스 러브필드 공항
  - 덴버 - 스테이플턴 국제공항
  - 벌링턴 - 벌링턴 국제공항
  - 배턴루지 - 라이언 비행장
  - 시카고 - 시카고 미드웨이 국제공항
  - 입실랜티 - 윌로우 런 공항
  - 페어뱅크스 - 페어뱅크스 국제공항
  - 포트워스 - 아몬 카터 비행장
  - 할링겐 - 밸리 국제공항
- 멕시코
  - 몬테레이 - 델노르테 국제공항
  - 아카풀코 - 제너럴 후안 N. 알바레스 국제공항

#### 남아메리카
- 브라질
  - 사우바도르 - 데푸타두 루이스 에두아르두 마갈량이스 국제공항
  - 캄피나스 - 비라코푸스 캄피나스 국제공항
  - 쿠리티바 - 아폰수 페나 국제공항
  - 헤시피 - 구아라라피스 지우베르투 프레이르 국제공항
- 에콰도르
  - 키토 - 마리스칼 수크레 국제공항
- 파라과이
  - 아순시온 - 실비오 페티로시 국제공항
- 페루
  - 쿠스코 - 알레한드로 벨라스코 아스테테 국제공항

### 오세아니아
- 아메리칸사모아
  - 팡오팡오 - 팡오팡오 국제공항
- 피지
  - 난디 - 난디 국제공항